# 广州中车轨道交通装备有限公司
广州中车轨道交通装备有限公司是中国广东省广州市的一家公司，主营城市轨道交通车辆修理、改造、组装、销售、租赁及配套零部件销售，有轨电车、轨道交通装备专业服务等，是珠三角地区首家城轨车辆整车装备制造企业。

## 历史
公司由广州地铁公司（现广州地铁集团）和南车株机公司（现中车株洲电力机车）在2010年出资成立，时名广州南车城市轨道装备有限公司。2011年7月，公司首列总装地铁列车——广州地铁三号线增购列车下线。2016年，因母公司南车株机更名为中车株机，公司更为现名。

## 业务

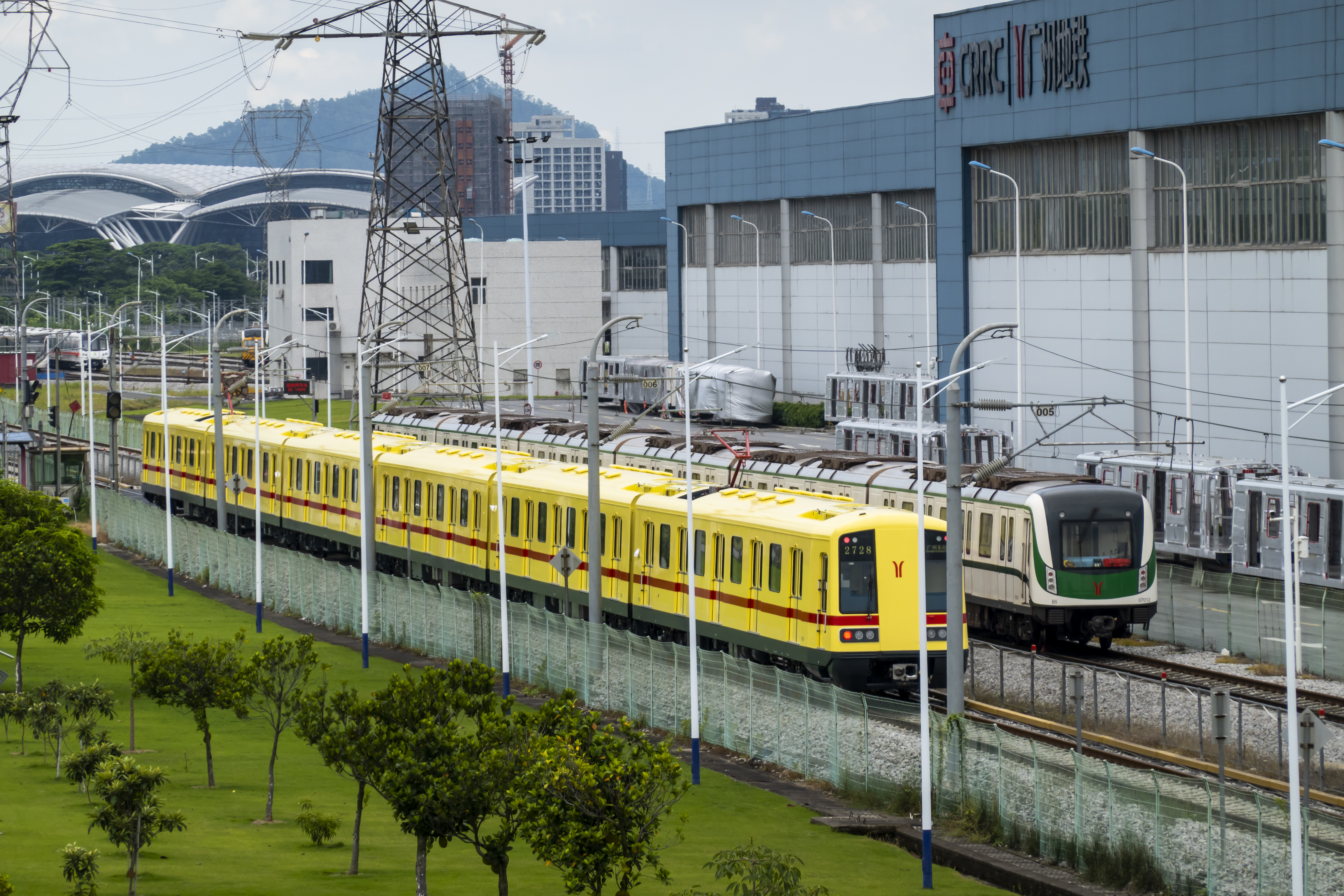
正在公司厂区检修的广州地铁一号线列车和七号线列车

目前，大部份由中车株机中标的广州地铁和广州有轨电车列车在此制造。公司还承担了廣州地鐵一號線列車、深圳地铁一号线列车等型号的大修任务。
公司厂区设有通往广州地铁大洲停车场和大洲车辆段的联络线。